# Reinhart Grundner
Reinhart Grundner (* 9. März 1948 in Graz) ist ein österreichischer Moderator, Regisseur und Medienmacher.

## Biografie
Grundner ist in der steirischen Landeshauptstadt Graz mit seinen zwei Brüdern aufgewachsen. Er absolvierte eine Ausbildung zum Hauptschullehrer, wobei er diesen Beruf einige Jahre lang ausübte. Seit 1982 ist er als Mitarbeiter des ORF Steiermark tätig. Grundner gestaltete über 30 Dokumentationen im Rahmen der Sendereihe „Österreich Bild“. Einer breiten Öffentlichkeit bekannt wurde er durch seine Moderation des Narzissenfestes in Bad Aussee und vor allem durch „Grundners Kulinarium“, das seit 1999 in über 1000 Folgen Einblicke in die steirische Gastronomie gibt. Für seine Verdienste um die steirische Volkskultur wurde er 2017 mit dem Goldenen Ehrenzeichen des Landes Steiermark ausgezeichnet.
Reinhart Grundner ist verheiratet, hat zwei Söhne und lebt in Leoben und Altaussee.